# Nigel Broomfield
Sir Nigel Hugh Robert Allen Broomfield, KCMG (* 19. März 1937 in Nowshera, Britisch-Indien, heute: Pakistan; † 29. Oktober 2018 in Jersey) war ein britischer Diplomat, der sowohl zwischen 1988 und 1990 vorletzter Botschafter in der Deutschen Demokratischen Republik als auch von 1993 bis 1997 Botschafter in der Bundesrepublik Deutschland war.

## Leben

### Studium, Offizier und Beginn der diplomatische Laufbahn
Nigel Hugh Robert Allen Broomfield absolvierte nach dem Besuch des Haileybury and Imperial Service College ein Studium am Trinity College der University of Cambridge und trat nach dessen Abschluss 1959 als Second Lieutenant der 17th/21st Lancers ins Royal Armoured Corps der British Army ein. Neben verschiedenen Verwendungen war er zwischen 1964 und 1966 Offizier der Militärverbindungsmission des Oberkommandierenden der britischen Streitkräfte zur Sowjetunion in Potsdam BRIXMIS (The British Commanders’-in-Chief Mission to the Soviet Forces in Germany) und schied 1968 als Major aus dem aktiven Militärdienst. 1969 trat er in den diplomatischen Dienst ein und fand in der Folgezeit Verwendung an zahlreichen Auslandsvertretungen wie in Bonn, Moskau und der Sektorenverwaltung West-Berlin sowie im Ministerium für Auswärtige und Commonwealth-Angelegenheiten (Foreign and Commonwealth Office).
Nachdem Broomfield zwischen 1979 und 1981 Politischer Berater und Kanzler des Britischen Sektors in West-Berlin war, war er von 1981 bis 1983  Leiter des Referats Osteuropa und Sowjetunion im Ministerium für Auswärtige und Commonwealth-Angelegenheiten. Im Anschluss fungierte er noch von 1983 bis 1985 als Leiter des Referats Sowjetunion im Ministerium für Auswärtige und Commonwealth-Angelegenheiten. sowie zwischen 1985 und 1988 als Gesandter und stellvertretender Hochkommissar in Indien. 1986 wurde er für seine Verdienste Commander des Order of St Michael and St George (CMG).

### Botschafter in der DDR sowie der Bundesrepublik Deutschland
1988 löste Nigel Broomfield Timothy Everard als Botschafter in der Deutschen Demokratischen Republik ab und bekleidete diese Funktion bis 1990, woraufhin Patrick Eyers letzter Botschafter in der DDR wurde. Im Anschluss war er zwischen 1990 und 1992 stellvertretender Unterstaatssekretär für Verteidigung im Ministerium für Auswärtige und Commonwealth-Angelegenheiten (Deputy Under-Secretary for Foreign and Commonwealth Affairs(Defence)). Für seine langjährigen Verdienste im diplomatischen Dienst wurde er am 31. Dezember 1992 zum Knight Commander des Order of St Michael and St George (KCMG) geschlagen und führte seither den Namenszusatz „Sir“.
Zuletzt wurde Sir Nigel Hugh Robert Allen Broomfield 1993 Nachfolger von Christopher Mallaby als Botschafter in der Bundesrepublik Deutschland und verblieb auf diesem Posten bis zu seinem Eintritt in den Ruhestand 1997, woraufhin Christopher Meyer seine dortige Nachfolge antrat. Nach seinem Eintritt in den Ruhestand engagierte er sich von 1999 bis 2004 als Direktor der Ditchley Foundation, einer Organisation zur Förderung der amerikanisch-britischen Beziehungen sowie anschließend zwischen 2004 und 2009 als Vorsitzender der Wohltätigkeitsorganisation Leonard Cheshire Disability. Er war ferner Ehrenpräsident der British Chamber of Commerce in Germany.